# Доње Стопање
Доње Стопање је насељено место града Лесковца у Јабланичком округу. Према попису из 2022. био је 971 становник.

## Географија
Од града Лесковца је удаљено 1.8 km северозападно.

## Легенда
Турски пописи из 16 века не бележе насеље и податке о становништву. По легенди, насеље Стопање се није налазило на данашњем локалитету Селиште. Пошто је током једне епидемије куге већина грађана помрла,седам домаћинстава који су преживели се деле у две групе и селе се узводно и низводно, формирајући уз Јабланицу два нова насеља: Доње (у почетку 4 домаћинстава) и Горње Стопање (3 домаћинстава). Селиште је данас одрадива површина на којој су повртњаци и припада катастарској општини Доње Стопање .

## Историја
Током Другог светског рата већина грађана је била регрутована у Српску државну стражу капетана Михајла Зотовића. Ова јединица је позната у јужној Србији по својој екстремној борби против комунизма, па је самим тим и становништво било антикомунистички опредељено. Након рата је то имало за последицу терорисање становништва кроз насилну национализацију и колективизацију, а касније и игнорантни однос нове власти према
насељy.

## Религија
У Доњем Стопању се налази стара православна црква посвећена Светом Николи. Њу су саградили стари Лесковчани у 18. веку јер им у граду Турци нису дозвољавали изградњу храма. Садашње црквено двориште је у доба турске окупациже до 1878. било гробље на коме су сахрањивани Лесковчани. На гробљу поред цркве се налази споменик Аустроуграским војницима из Првог светског рата помрлим од тифуса 1915. Нова црква Светог Николе је у завршној фази а њену изградњу су започели мештани 2004. године.

## Спорт
У Доњем Стопању је 1975. формиран ФК Плантажа, по коме је насеље и шире постало познато. Као аматерски ФК Плантажа је освојио многе награде и признања у протеклом периоду. ФК Плантажа је 2003. добио октобарску награду Града Лесковца ѕа ѕаслуге у спорту.

### Занимање
Већина становника су били радници у некој од фабрика у граду, док је пољопривреда била секундарно занимање. Са пропашћу Лесковачке индустрије током деведесетих година 20. века већина се преоријентише на повртарство и продаје своје производе широм Србије.

## Плантажа НАВИП
Од национализованих винограда на брду изнад Доњег Стопања је 1963. формирана Плантажа - Навип, један од највећих винограда у компанији Навип на око 750Ha.

## Образовање
У Доњем Стопању је до 1970. постојала основна школа, али је после укинута и деца сада похађају ОШ "Милутин Смиљковић" у суседном Винарцу

## Рођења
Перица Здравковић, један од најпознатијих српских хармоникаша, клавијатуриста, композитора, аранжера и продуцената рођен је у Доњем Стопању.

## Демографија

### Пописи
Најстарији подаци о становништву је турски попис становништва из 1516. по коме је у насељy било 120 хришћанских и 6 муслиманска кућа. По следећем попису из 1536. било је 48 хришћанских и 5 муслиманска кућа, а 1570. 39 хришћанских и 6 муслиманска кућа. Након ослобађања од турака 1878., насеље је ушло у састав општине Винарцу. Попис Краљевине Србије из 1882., бележи у насељу 40 кућа.
По званичном попису из 1953. у
насељу је живело 822 становника у 123 куће а 1971. је живело 1045 становника у 223 куће.
У насељу Доње Стопање живи 889 пунолетних становника, а просечна старост становништва износи 38,3 година (36,9 код мушкараца и 39,6 код жена). У насељу има 302 домаћинства, а просечан број чланова по домаћинству је 3,76.
Ово насеље је великим делом насељено Србима (према попису из 2002. године).
|             | \| Демографија[2] \| Демографија[2] \| Демографија[2] \| \| Година \| Становника \| Становника \| \| -------------- \| -------------- \| -------------- \| \| 1948. \| 746 \| \| \| 1953. \| 822 \| \| \| 1961. \| 919 \| \| \| 1971. \| 1.045 \| \| \| 1981. \| 1.102 \| \| \| 1991. \| 1.201 \| 1.173 \| \| 2002. \| 1.136 \| 1.181 \| \| 2011. \| 1.105 \| \| \| 2022. \| 971 \| \| |            |
| Демографија | |            |
| Година      | Становника | Становника |
| 1948.       | 746 |            |
| 1953.       | 822 |            |
| 1961.       | 919 |            |
| 1971.       | 1.045 |            |
| 1981.       | 1.102 |            |
| 1991.       | 1.201 | 1.173      |
| 2002.       | 1.136 | 1.181      |
| 2011.       | 1.105 |            |
| 2022.       | 971 |            |

| Етнички састав према попису из 2002.‍ | Етнички састав према попису из 2002.‍ | Етнички састав према попису из 2002.‍ | Етнички састав према попису из 2002.‍ | Етнички састав према попису из 2002.‍ |
| ------------------------------------ | ------------------------------------ | ------------------------------------ | ------------------------------------ | ------------------------------------ |
|                                      |                                      |                                      |                                      |                                      |
| Срби                                 | Срби                                 |                                      | 1.109                                | 97,62%                               |
| Роми                                 | Роми                                 |                                      | 24                                   | 2,11%                                |
| Македонци                            | Македонци                            |                                      | 1                                    | 0,08%                                |
| непознато                            | непознато                            |                                      | 2                                    | 0,17%                                |

| Година пописа     | 1948. | 1953. | 1961. | 1971. | 1981. | 1991. | 2002. |
| ----------------- | ----- | ----- | ----- | ----- | ----- | ----- | ----- |
| Број домаћинстава | 106   | 123   | 163   | 223   | 259   | 290   | 302   |

| Број чланова      | 1  | 2  | 3  | 4  | 5  | 6  | 7 | 8 | 9 | 10 и више | Просек |
| ----------------- | -- | -- | -- | -- | -- | -- | - | - | - | --------- | ------ |
| Број домаћинстава | 33 | 43 | 58 | 71 | 41 | 43 | 9 | 3 | 1 | 0         | 3,76   |

| Пол    | Укупно | Неожењен/Неудата | Ожењен/Удата | Удовац/Удовица | Разведен/Разведена | Непознато |
| ------ | ------ | ---------------- | ------------ | -------------- | ------------------ | --------- |
| Мушки  | 463    | 110              | 328          | 20             | 5                  | 0         |
| Женски | 472    | 63               | 329          | 63             | 17                 | 0         |
| УКУПНО | 935    | 173              | 657          | 83             | 22                 | 0         |

| Пол    | Укупно                    | Пољопривреда, лов и шумарство | Рибарство                            | Вађење руде и камена | Прерађивачка индустрија       |
| ------ | ------------------------- | ----------------------------- | ------------------------------------ | -------------------- | ----------------------------- |
| Мушки  | 265                       | 101                           | 0                                    | 1                    | 64                            |
| Женски | 166                       | 63                            | 0                                    | 0                    | 49                            |
| УКУПНО | 431                       | 164                           | 0                                    | 1                    | 113                           |
| Пол    | Производња и снабдевање   | Грађевинарство                | Трговина                             | Хотели и ресторани   | Саобраћај, складиштење и везе |
| Мушки  | 2                         | 24                            | 23                                   | 1                    | 9                             |
| Женски | 1                         | 0                             | 15                                   | 5                    | 3                             |
| УКУПНО | 3                         | 24                            | 38                                   | 6                    | 12                            |
| Пол    | Финансијско посредовање   | Некретнине                    | Државна управа и одбрана             | Образовање           | Здравствени и социјални рад   |
| Мушки  | 2                         | 0                             | 12                                   | 2                    | 10                            |
| Женски | 1                         | 2                             | 1                                    | 9                    | 15                            |
| УКУПНО | 3                         | 2                             | 13                                   | 11                   | 25                            |
| Пол    | Остале услужне активности | Приватна домаћинства          | Екстериторијалне организације и тела | Непознато            | Непознато                     |
| Мушки  | 8                         | 0                             | 0                                    | 6                    | 6                             |
| Женски | 1                         | 0                             | 0                                    | 1                    | 1                             |
| УКУПНО | 9                         | 0                             | 0                                    | 7                    | 7                             |